# Bronzen Adhemar
De Bronzen Adhemar (vroegere naam Stripgidsprijs) is een Vlaamse stripprijs die tweejaarlijks wordt uitgereikt aan een striptekenaar tijdens het stripfestival Stripgids Festival in De Warande in Turnhout. Van 1977 tot 1979 werd de prijs jaarlijks uitgereikt. De prijs is vernoemd naar het strippersonage Adhemar van Marc Sleen. Sinds 2003 is de prijs ook de Vlaamse Cultuurprijs voor de Strip en wordt deze op de uitreiking overhandigd door de Vlaamse minister van Cultuur.

## Geschiedenis

### Stripgidsprijs (1977-1981)
In 1974 kreeg de archivaris Jan Smet de vraag van de Nederlandse uitgever Cees Coenders om CISO-magazine volledig verder te zetten. Het magazine werd herdoopt tot Stripgids.
Vervolgens vernam Smet in januari 1977 terwijl hij in de stripwinkel Lambiek was dat de Vlaamse striptekenaar Willy Vandersteen de Prix du scénario étranger won op het Internationaal stripfestival van Angoulême. Daar er geen stripprijs in Vlaanderen bestond, besloot Smet om er zelf een te beginnen in samenwerking met zijn uitgever Cees Coenders op voorwaarde dat Smet al het werk voor zijn rekening nam.
Smet noemde de prijs de Stripgidsprijs naar het magazine waar hij hoofdredacteur van was. Bij de eerste editie was Smet ook het enige jurylid. Smet kreeg bij de uitreiking de inkomhal van het plaatselijk cultureel centrum De Warande ter beschikking. De schrijver Walter van den Broeck was spreker en hij zou nog jaren in de jury zitten. Bij de eerste uitreiking was de prijs een koperen plaat waarin het hoofd van de stripreeks Bakelandt van de laureaten in gegraveerd werd.
Bij de tweede editie in 1978 wilde Smet een betere jury zodat de prijs meer aanzien krijgt. Tevens vreesde hij dat de toekomstige winnaars te voorspelbaar gingen zijn. Smet wilde er in het begin vooral een aanmoedigingsprijs van maken. Als oplossing vroeg Smet de twee toenmalige, succesvolste striptekenaars van Vlaanderen in de jury: Willy Vandersteen en Marc Sleen. Beiden gingen akkoord. De overige juryleden waren kunstenaar Frank-Ivo van Damme, de uitgever van Stripgids Cees Coenders en Manu Manderveld, toenmalige bibliothecaris van Geel. Tevens kreeg de laureaat ook vanaf 1978 dezelfde prent gemaakt door jurylid en kunstenaar Frank-Ivo van Damme.
Bij de derde editie in 1979 wilde Smet naast de kenners meer belangstelling krijgen van het grote publiek. Daarom besloot Smet om een stripfestival te organiseren op de dag van de uitreiking: De Stripgidsdag. Hierbij werden een veiling, 3 tentoonstellingen en signeersessies door bekende striptekenaars zoals Willy Vandersteen, Hec Leemans, Merho en de winnaar van dat jaar Karel Biddeloo. De winnaar signeerde vanaf dat jaar altijd op het festival. Het festival groeide uit tot het hedendaagse Stripgids Festival.
Daar het festival veel werk was om te organiseren, besloot Smet om het festival voortaan om de twee jaar te organiseren. De prijs werd dus voortaan ook om de twee jaar uitgereikt. Vervolgens wilde Smet internationaal uitbreiden. Hij stelde toen voor om de Stripgidsprijs samen te voegen met de Nederlandse Stripschapprijs en de organisatie afwisselend in Nederland en Turnhout te doen. Daar werd positief op gereageerd, maar één dag voor de uiteindelijke vergadering vernam Smet dat toch niet doorging. Vervolgens begon ook Het Stripschap met het festival De Stripdagen in 1980.
Bij de vierde editie in 1981 kreeg de winnaar als prijs een Keramieken Adhemar.

### Bronzen Adhemar (1983-2001)
Bij de vijfde editie in 1983 kreeg de winnaar voor het eerst een Bronzen Adhemar. Het beeldje werd gemaakt door kunstenaar en jurylid Frank-Ivo van Damme.
Tevens werd het tijdschrift Stripgids in 1985 stopgezet met een totaal van 32 nummers. Hierdoor werd Stripgidsprijs steeds minder gebruikt en werd de prijs Bronzen Adhemar genoemd. Het festival bleef wel nog tot 2003 Turnhoutse Stripgidsdagen heten. In 1985 overwoog Berck tevens om de prijs te weigeren daar het tot dan toe vooral een aanmoedigingsprijs was. Vanaf dat jaar kan de Bronzen Adhemar ook als een oeuvreprijs uitgereikt worden.
In 1990 werd de Bronzen Adhemarstichting opgericht die de organisatie van het festival voor zijn rekening neemt. Hierop stopte Jan Smet met de organisatie van het festival, maar hij bleef wel nog juryvoorzitter van deze prijs tot 2003. Hij droeg de organisatie voornamelijk over aan Ad Hendrickx, eigenaar van een stripwinkel in Turnhout en de journalist Patrick Van Gompel. Zij zaten al in de organisatie vanaf 1983.
Daar tekenaar Marc Sleen altijd in de jury zat, kon hij nooit de Bronzen Adhemar winnen. In 1993 wordt er echter de oeuvreprijs de Gouden Adhemar aan hem uitgereikt.
In 1999 werd de Bronzen Adhemar voor het eerste uitgereikt door een minister: de toenmalige Vlaamse minister van Cultuur Bert Anciaux.

### Vlaamse Cultuurprijs (2003-2015)
Vanaf 2003 werd de Bronzen Adhemar een staatsprijs, maar de naam bleef wel behouden. Vanaf dat jaar kreeg de winnaar dus ook een prijs van € 12.500.
Vervolgens stopten Ad Hendrickx en Patrick Van Gompel van de vrijwilligersorganisatie Bronzen Adhemarstichting in 2004 met de organisatie van het festival en de prijs. Doordat het nu een staatprijs is, kan de prijs verder bestaan zonder festival waardoor zij met de organisatie kunnen stoppen.
Vervolgens wordt het festival voortgezet vanaf 2005 onder de naam Strip Turnhout door vzw Strip Turnhout (opvolger Bronzen Adhemarstichting) onder leiding van journalist Karl van den Broeck. In datzelfde jaar kreeg tekenaar Jef Nys een Gouden Adhemar als oeuvreprijs. Strip Turnhout stelt de jury voor de prijs nog samen, maar ze zetelen er zelf niet meer in. De prijs blijft tevens ook Bronzen Adhemar heten.
In oktober 2006 begon Strip Turnhout op vraag van het Provinciaal Bibliotheekcentrum Vrieselhof nieuwe uitgaves van het tijdschrift Stripgids dat aan de oorsprong van deze prijs lag.
Aanvankelijk keurde het Vlaams Fonds voor de Letteren het subsidiedossier vanaf 2017 voor Stripgids niet goed, maar er kwam toch een akkoord. In 2017 verandert Stripgids dan in samenspraak met zijn partners en wordt de Bronzen Adhemar een driejaarlijkse prijs.
De laatste Vlaamse Cultuurprijs voor de Strip werd toegekend in 2013. In 2015 werd de officiële benaming Vlaamse Cultuurprijs voor de Letteren.

### Bronzen Adhemar (2018 - …)
De Vlaamse Cultuurprijzen werden in 2017 omgevormd tot de Ultimas. Los van de naamswijziging impliceerde die operatie onder meer dat de verschillende literaire disciplines voortaan werden gegroepeerd in één Ultima, die voor de Letteren. Met andere woorden, de vaste (en door de overheid gegarandeerde) regelmaat van een belangrijke prijs voor strips is voorbij. Voortaan beslist de jury 'letteren' of de Ultima voor de Letteren naar een stripmaker, dan wel een romancier, dichter of theatertekstauteur gaat.
Om die reden besliste Stripgids om voortaan terug autonoom de Bronzen Adhemar uit te reiken. Wat behouden blijft is een geldprijs en een tentoonstelling in de thuisbasis van Stripgids, de Warande. De geldprijs bedraagt voor de laureaat van 2018 10.000 euro. De laureaat wordt sinds 2018 voor het eerst tijdens het Stripfeest in Brussel bekendgemaakt, als onderdeel van de Atomiumprijzen.

## Lijst van de laureaten
| jaar | laureaat |
| ---- | --- |
| 1977 | Hec Leemans en Daniël Jansens, tekenaar resp. scenarist van Bakelandt                                                                     |
| 1978 | Kamagurka (Bert) |
| 1979 | Karel Biddeloo (De Rode Ridder) |
| 1981 | Jean-Pol (Kramikske) |
| 1983 | Merho (De Kiekeboes) |
| 1985 | Berck (Sammy, Lowietje) |
| 1987 | Erika Raven (Thomas Rindt) |
| 1989 | Johan De Moor (Kasper) |
| 1991 | Jan Bosschaert (Sam, Omni) |
| 1993 | Eric Joris (Chelsey) |
| 1995 | Dirk Stallaert (Nino, Nero) |
| 1997 | Ferry (De Kronieken van Panchrysia) |
| 1999 | Erik Meynen (De jaren van Dehaene) |
| 2001 | Marvano (De eeuwige oorlog, Dallas Barr)                                                                                                  |
| 2003 | Dick Matena (NL) (De Avonden) |
| 2005 | William Vance (XIII) |
| 2007 | Kim Duchateau (cartoons in De Morgen, Knack, stripreeks Esther Verkest in P-Magazine en wekelijks strookje op de kinderpagina van de NRC) |
| 2009 | Willy Linthout (Urbanus, Het jaar van de olifant)                                                                                         |
| 2011 | Steven Dupré (Sarah & Robin, Wolf, Coma ...)                                                                                              |
| 2013 | Marc Legendre (Biebel, Sam, Amoras, De Rode Ridder ...)                                                                                   |
| 2015 | Luc Cromheecke (Tom Carbon, Taco Zip, Roboboy en Plunk!)                                                                                  |
| 2018 | Jeroen Janssen (graphic novels) |
| 2020 | Charel Cambré |
| 2022 | Judith Vanistendael (graphic novels) |
| 2024 | Brecht Evens (graphic novels) |

## Gerelateerde prijzen
Onderstaande prijzen worden ook uitgereikt door dezelfde organisatie die de Bronzen Adhemar uitreikt.

### Gouden Adhemar
Daar tekenaar Marc Sleen altijd in de jury zat, kon hij nooit de Bronzen Adhemar winnen. In 1993 wordt er echter de oeuvreprijs de Gouden Adhemar uitgereikt. In 2005 kreeg tekenaar Jef Nys ook een Gouden Adhemar als oeuvreprijs. Aan de Gouden Adhemar is geen geldprijs verbonden.

### De Blikken Biebel (2005-2008)
Van 2005 tot 2008 reikte vzw Strip Turnhout ook de Debuutprijs van de stad Turnhout uit, die ook wel De Blikken Biebel werd genoemd. De prijs werd uitgereikt aan het beste, Vlaamse debuut van dat jaar. De prijs is vernoemd naar Biebel van Marc Legendre. Hieronder volgt een lijst van de winnaars.
| jaar | laureaat                                                 |
| ---- | -------------------------------------------------------- |
| 2005 | Conz (Toen ik nog baas van de wereld was, De Tweede Kus) |
| 2006 | Serge Baeken (The NO Stories)                            |
| 2007 | Olivier Schrauwen (My boy)                               |
| 2008 | Randall C. (Slaapkoppen)                                 |

### Willy Vandersteenprijs (2010-heden)
In 2010 werd het budget gebruikt voor De Blikken Biebel voortaan gebruikt voor een nieuwe, tweejaarlijkse prijs de Willy Vandersteenprijs. De prijs vervangt bovenstaande prijs en de Grand Prix van Stripdagen Haarlem. Het bekroont het beste Nederlandstalige stripalbum van de voorbije 2 jaar. Vanaf 2014 is het een jaarlijkse prijs. De winnaar krijgt €5000 en een opdrachttekening van de vorige winnaar.

## In populaire cultuur

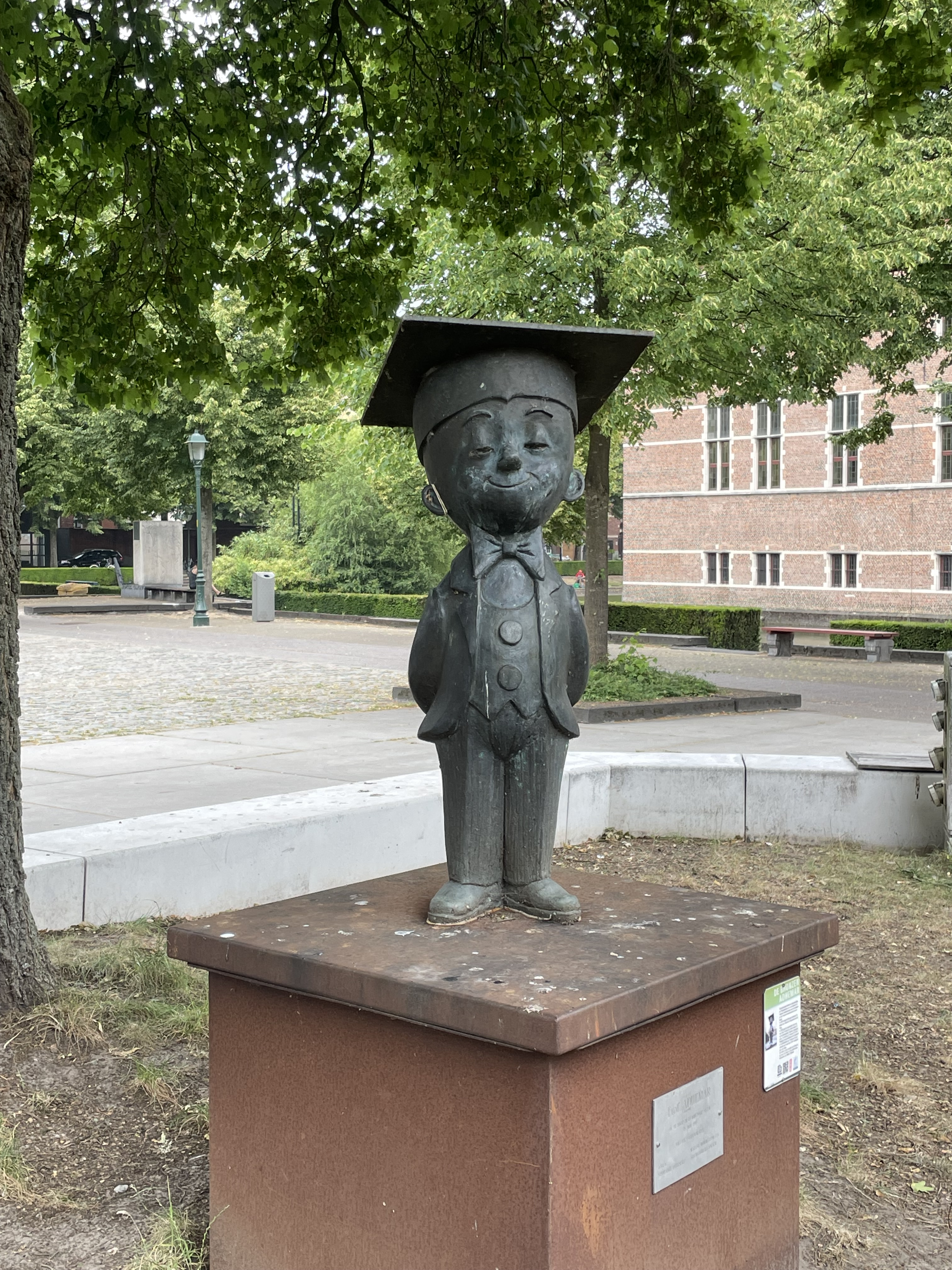
Bronzen Adhemar in Turnhout

- In de stripreeks De Kiekeboes door Merho is op bladzijde 23 van Album 26 (1984) de Bronzen Adhemar te zien als standbeeld.
- Sinds 15 juni 1991 staat er ook een echt standbeeld van Adhemar aan de Warande van Turnhout, het beeld is gemaakt door Lilette Goovaerts. Het meet 106 centimeter.[36]
- In de stripreeks Nero door Marc Sleen wordt Adhemar in het album "De Boze Tongen" (1991) met zijn voeten in een cementblok in de vaart gesmeten. Een van de booswichten zegt sarcastisch dat Adhemar nu net op een "Bronzen Adhemar"-beeldje lijkt.
- In het Nero-album "Wonderboy" (1993) beweert miljardair Spendepenny dat zijn geniale zoon een wonderkind is. De zoon verdedigt zich door te zeggen dat Adhemar véél slimmer is en zelfs een standbeeld heeft in Turnhout. Waarop Spendepenny kwaad reageert: "Turnhout: "turn out!""

## Trivia
- Bij de uitreiking in 1978 waren er werken van de winnaar Kamagurka opgesteld. Tijdens die uitreiking merkte een zaalwachter een vandaal op die die kunstwerken aan het beschadigen was.[37] Vlak voordat de vandaal eruit gezet, wees men de bewaker erop dat de vandaal Kamagurka zelf is.[37]